# Superstrada S17
La superstrada S17 è una superstrada polacca che attraversa il Paese da nord a sud, da Varsavia a Hrebenne. Fa parte della strada europea E372.